# Gemini (modello linguistico)
Gemini è una famiglia di modelli linguistici di grandi dimensioni multimodali sviluppata da Google DeepMind, che rappresenta il successore di LaMDA e PaLM 2. La famiglia è stata inizialmente presentata con i modelli Gemini Ultra, Gemini Pro e Gemini Nano, annunciata il 6 dicembre 2023, come contendente di GPT-4 di OpenAI. Inoltre, si aggiungono altri modelli come Flash (annunciato il 25 luglio 2024), Thinking (nella versione 2.0 nel 5 febbraio 2025) e Flash-Lite (anch'esso annunciato il 5 febbraio 2025 nella versione 2.0)

## Storia

### Sviluppo
Google ha annunciato Gemini durante la presentazione di apertura del Google I/O del 10 maggio 2023. È stato presentato dall'amministratore delegato di Google Sundar Pichai come un successore più potente di PaLM 2, anch'esso presentato nello stesso evento, pur essendo ancora nelle fasi iniziali di sviluppo. A differenza di altri LLM, Gemini presentava delle caratteristiche peculiari in quanto non era addestrato solo su un corpus di testo, ma era progettato per essere multimodale, potendo elaborare più tipi di dati contemporaneamente, come testo, immagini, audio, dati SEO, video e linguaggi di programmazione. È nato da una collaborazione tra DeepMind e Google Brain, due rami di Google successivamente fusi in Google DeepMind. In un'intervista con Wired, il CEO di DeepMind Demis Hassabis ha evidenziato le capacità evolute di Gemini, in grado secondo lui di surclassare ChatGPT di OpenAI, basato su GPT-4 e la cui crescente popolarità era stata aggressivamente contrastata da Google con LaMDA e Bard. Hassabis ha evidenziato i punti di forza del programma AlphaGo di DeepMind, che ha attirato l'attenzione di tutto il mondo nel 2016 quando ha sconfitto il campione di go Lee Sedol, affermando che Gemini avrebbe combinato la potenza di AlphaGo e di altri LLM di Google-DeepMind.
Nell'agosto 2023, il sito web The Information ha pubblicato un rapporto che svelava la tabella di marcia di Google per Gemini, rivelando che la società aveva come obiettivo una data di lancio verso la fine del 2023. Secondo il rapporto, Google sperava di superare OpenAI e altri concorrenti combinando le funzionalità di testo conversazionale presenti nella maggior parte degli LLM con la generazione di immagini basata sull’intelligenza artificiale, consentendogli di creare immagini contestuali e di adattarsi a una gamma più ampia di casi d’uso. Come per Bard, il co-fondatore di Google Sergey Brin è stato richiamato per assistere allo sviluppo di Gemini, insieme a centinaia di altri ingegneri di Google Brain e DeepMind. Dato che Gemini era addestrato sulle trascrizioni dei video di YouTube, sono stati coinvolti anche dei legali per filtrare qualsiasi materiale potenzialmente protetto da copyright. Dylan Patel e Daniel Nishball, della società di ricerca SemiAnalysis, hanno pubblicato un post dichiarando che il rilascio di Gemini avrebbe "mangiato il mondo" e surclassato GPT-4, spingendo il CEO di OpenAI Sam Altman a ridicolizzare i due su X (ex Twitter).
Elon Musk, co-fondatore di OpenAI, è intervenuto chiedendo: "I numeri sono sbagliati?"
Con la notizia dell'imminente lancio di Gemini, OpenAI ha accelerato il suo lavoro sull'integrazione di GPT-4 con funzionalità multimodali simili a quelle di Gemini. The Information riportava a settembre che a diverse società era stato concesso l'accesso anticipato a "una versione anticipata" di LLM, che Google intendeva rendere disponibile ai clienti tramite il servizio Vertex AI di Google Cloud. La pubblicazione affermava inoltre che Google puntava con Gemini a competere sia con GPT-4 che con GitHub Copilot di Microsoft. Il 2 dicembre, ha riferito che Google aveva ritardato il lancio di Gemini dalla settimana successiva al gennaio 2024 a causa di problemi con gli input non in inglese, aggiungendo che erano stati pianificati tre eventi di lancio a New York City, Washington, DC e California.
Da marzo 2025, Gemini viene implementato nella AI Mode dei risultati di ricerca di Google. Lo snippet con il risultato delle query di ricerca, viene generato attraverso il rendering del modello linguistico che utilizza dati multimodali acquisiti sulla logica degli algoritmi di ricerca di Google.

### Lancio
Il 6 dicembre 2023, Pichai e Hassabis hanno annunciato "Gemini 1.0" in una conferenza stampa virtuale. Erano proposti tre modelli: Gemini Ultra, progettato per "compiti altamente complessi"; Gemini Pro, progettato per "una vasta gamma di compiti"; e Gemini Nano, progettato per "uso su dispositivi locali". Al momento del lancio, Gemini Pro e Nano erano integrati rispettivamente nello smartphone Bard e Pixel 8 Pro, mentre Gemini Ultra finalizzato a supportare "Bard Advanced" e diventare disponibile per gli sviluppatori di software all'inizio del 2024. Altri prodotti che Google intendeva incorporare Gemini in Google includevano Search, Ads, Chrome, Duet AI su Google Workspace e AlphaCode 2. Presentato come il "modello di intelligenza artificiale più grande e capace" di Google, la società ha dichiarato che Gemini, disponibile solo in inglese, non sarebbe stato reso pubblicamente disponibile fino all'anno successivo a causa della necessità di "test di sicurezza approfonditi".
Secondo delle fonti, Gemini Ultra avrebbe superato GPT-4 su una varietà di benchmark di settore, mentre Gemini Pro avrebbe mostrato prestazioni migliori di GPT-3.5. Gemini Ultra è stato anche il primo modello linguistico a superare gli esperti umani nel test Massive Multitask Language Understanding (MMLU) da 57 soggetti, ottenendo un punteggio del 90%. I clienti Google Cloud avranno accesso al modello Pro il 13 dicembre In conformità con l' ordine esecutivo 14110 firmato dal presidente Joe Biden in ottobre, Google ha dichiarato che condividerà i risultati dei test del modello Ultra con il governo federale degli Stati Uniti . Allo stesso modo, la società è stata impegnata in discussioni con il governo del Regno Unito per conformarsi ai principi stabiliti durante l’ AI Safety Summit a Bletchley Park a novembre.
Prima del suo lancio, Hugh Langley di Business Insider ha evidenziato come Gemini rappresenti un momento decisivo per Google, dicendo: "Se Gemini risplenderà, aiuterà Google a cambiare la narrativa secondo cui è stato colto di sorpresa da Microsoft e OpenAI. Se deluderà, sosterrà i critici che sostengono che Google è in ritardo."

### Versioni
La tabella seguente elenca le principali versioni del modello Gemini, descrivendo le modifiche significative incluse in ciascuna versione:
| Versione           | Data di rilascio | Stato       | Descrizione |
| ------------------ | ---------------- | ----------- | --- |
| Bard               | 21 marzo 2023    | Discontinua | La prima versione |
| 1.0 Nano           | 6 dicembre 2023  | Discontinua | Per cellulari |
| 1.0 Pro            | 13 dicembre 2023 | Discontinua | |
| 1.0 Ultra          | 8 febbraio 2024  | Discontinua | |
| 1.5 Pro            | 15 febbraio 2024 | Discontinua | |
| 1.5 Flash          | 14 maggio 2024   | Discontinua | |
| 2.0 Flash          | 30 gennaio 2025  | Discontinua | Modello predefinito a partire da gennaio 2025, velocità migliorata, multimodale, audio/video in tempo reale, comprensione spaziale migliorata |
| 2.0 Flash Thinking | 5 febbraio 2025  | Discontinua | Sperimentale, espone il processo di ragionamento del modello, disponibile nell'app Gemini e nell'API                                          |
| 2.0 Flash-Lite     | 1 febbraio 2025  | Discontinua | Modello più conveniente, anteprima pubblica in Google AI Studio e Vertex AI                                                                   |
| 2.0 Pro            | 5 febbraio 2025  | Discontinua | |
| 2.5 Pro            | 25 marzo 2025    | Attiva      | |
| 2.5 Flash          | 17 aprile 2025   | Attiva      | Modello predefinito a maggio 2025 |
| 2.5 Flash-Lite     | 17 giugno 2025   | Attiva      | |